# 賽科斯
賽科斯（Sykes Enterprises，Incorporated，簡稱SYKES）是一家美国业务流程外包供应商，總部位於佛罗里达州坦帕。该公司提供业务流程外包服务、IT咨询和IT支持服务、技术支持和客户服务。
賽科斯于1977年由约翰·H·赛科斯在美國北卡罗来纳州夏洛特創立，該公司成立初期为大型企业提供工程和设计服务。IBM、AT&T和德州仪器等公司是賽科斯的第一批客户。